# Cedusa masirica
Cedusa masirica är en insektsart som först beskrevs av Dlabola 1986.  Cedusa masirica ingår i släktet Cedusa och familjen Derbidae. Inga underarter finns listade i Catalogue of Life.